# Fuchsia splendens
Espèce
Fuchsia splendens est une espèce de plantes à fleurs de la famille des Onagraceae. C'est un arbuste originaire du Mexique et d'Amérique centrale.

## Description
Il s'agit d'un arbuste atteignant 0,5-2,5 mètres de hauteur, terrestres ou parfois épiphytes. Les feuilles mesurent 3,5-13 × 0,8-4 cm, et sont opposées ou rarement ternées, ovales à chordées, à base arrondie à chordée, à apex aigu à acuminé ; les pétiole de 1,2-8 cm. Les fleurs sont bisexuées, axillaires, pendantes dans les aisselles distales ; les pédicelles de 35-75 mm ; L'ovaire étroitement cylindrique ; le tube floral de 20-64 × 4-9 mm, cylindrique, comprimé latéralement à la base autour du nectar ; Sépales 8-20 × 5-8 mm, lancéolés ; tube et sépales roses à rouges ; pétales 6-12 × 4-8 mm, verts à base rougeâtre, ovales, apex subacuminé ; filaments 10-20 mm et 6-14 mm, verdâtres. Baies 20-40 × 5-8 mm, allongées, pourpre foncé à maturité. Le nombre de chromosomes est de 2n = 22.

## Répartition et habitat
Fuchsia splendens est présent du Mexique au Costa Rica. Il pousse principalement dans le biome tropical humide.

## Systématique
Le nom correct complet (avec auteur) de ce taxon est Fuchsia splendens Zucc.. Le nom fuchsia provient d'après Leonhart Fuchs [1501-66], un médecin de la Renaissance, botaniste et professeur à l'Université de Tübingen. Splendens peut être interprété comme signifiant brillant, luisant, scintillant, éclatant ou lumineux.
La couleur et la longueur du tube de F. splendens varient dans l'ensemble de son aire de répartition. Il n'y a pas de taxon actuellement reconnu au-dessous du rang d'espèce. Bien que souvent rencontrés dans les écrits et sur internet, les noms tels que Fuchsia splendens var. cordifolia ne sont pas valables.
Fuchsia splendens a pour synonymes :
- Fuchsia cordifolia Benth.
- Fuchsia intermedia Hemsl.